# Михайлов, Олег Алексеевич
Олег Алексеевич Михайлов (род. 6 января 1987 года, Печора, Коми АССР, РСФСР, СССР) — российский политический деятель. Депутат Государственной Думы Российской Федерации VIII созыва	с 12 октября 2021 года. Член КПРФ. Кандидат биологических наук. Первый секретарь Комитета Коми РО КПРФ (с 2014 года). Депутат Государственного Совета Республики Коми (2015—2021).

## Биография
Олег Михайлов родился в 1987 году в городе Печора. В 2009 году окончил биологический факультет Сыктывкарского государственного университета по специальности «экология», позже защитил кандидатскую диссертацию по биологии, работал в Институте биологии Коми НЦ УрО РАН. Член КПРФ с 2007 года, участвует в выборах от этой партии с 2008 года. 13 марта 2011 года был избран депутатом Совета МОГО «Сыктывкар», пройдя по списку КПРФ (был лидером одной из территориальных групп). В феврале 2014 года стал заместителем председателя Совета Сыктывкара, 27 октября того же года — первым секретарем Комитета Коми РО КПРФ. 13 сентября 2015 года был избран депутатом Государственного Совета Республики Коми и стал членом комитета по социальной политтике. Участвовал в организации протестов против строительства мусорного полигона на станции Шиес (Республика Коми).
В 2020 году Михайлов выдвинул свою кандидатуру в главы Республики Коми, но был снят с выборов, не пройдя муниципальный фильтр. Подписи четырёх муниципальных депутатов, оставленные за него, были признаны недействительными, так как эти депутаты ранее проголосовали за другого кандидата. Михайлов в связи с этим обвинил в махинациях штаб и. о. главы региона Владимира Уйбы, который в дальнейшем выиграл выборы. На проходивших одновременно очередных выборах депутатов Государственного Совета Республики Коми Михайлов возглавлял список КПРФ, набравший 14,81 % голосов и получивший три мандата. В Госсовете он возглавил фракцию КПРФ и стал членом комитета по природным ресурсам, природопользованию и экологии.
В апреле 2021 года произошел личный конфликт между Михайловым и Уйбой. После выступления губернатора с ежегодным докладом Михайлов выступил с острой критикой, назвав Уйбу «трусом». Тот во время перерыва подошёл к депутату и начал угрожать ему физической расправой, используя мат и оскорбления. Вечером того же дня аудиозапись этого разговора, сделанная Михайловым, попала в интернет. Депутат предложил Уйбе решить конфликт цивилизованно, выйдя на публичные дебаты, но губернатор от них уклонился.
Михайлов дважды выдвигался от КПРФ на выборах в Государственную Думу по списку и по Сыктывкарскому одномандатному округу. В 2016 году занял в округе четвёртое место из пяти, набрав 13,03 % голосов. В 2021 году Михайлов выиграл, получив поддержку 32,36 % избирателей; рекорд установил в деревне Чика Ижемского района — там за него проголосовали 73,85 % избирателей. В Госдуме вошёл в состав фракции КПРФ и комитета по экологии, природным ресурсам и охране окружающей среды.
25 февраля 2023 года, на фоне вторжения России на Украину, Михайлов был внесён в санкционный список всех стран Евросоюза за действия, которые подрывают территориальную целостность, суверенитет и независимость Украины. 24 февраля 2023 года он оказался в санкционном списке Канады как «причастный к продолжающемуся нарушению Россией суверенитета и территориальной целостности Украины», 30 сентября 2022 года — в санкционном списке Соединенных Штатов Америки «за аннексию Путиным регионов Украины» и одобрение закона о фейках, за который он не голосовал. По тем же причинам Михайлов находится под санкциями Швейцарии, Украины и Новой Зеландии.